# Struktura
Struktura (łac. structura „budowa, sposób budowania”):
1. rozmieszczenie elementów składowych danego układu i zespół relacji (wzajemnych powiązań) między tymi elementami, charakterystyczny dla tego układu; sposób, w jaki części pewnej całości są powiązane ze sobą. Struktura jest tym, co nadaje całości jedność; jest stałym elementem zorganizowanej całości.
2. sposób ułożenia czegoś w jakimś porządku;
3. budowa wewnętrzna ciała;
4. układ, którego elementy są powiązane ze sobą w określony sposób danymi relacjami; całość zbudowana w pewien sposób z jakichś elementów; zespół.

## Przykłady stosowania określenia
- struktura ekonomiczna
- struktura krystaliczna
- struktura matematyczna
- struktura metalu
- struktura (metodologia)
- struktura organizacyjna
- struktura (programowanie)
- struktura skały
- struktura gleby
- struktura społeczna
- struktura tekstu (struktura głęboka i struktura powierzchniowa)
- inne hasła rozpoczynające się od struktura, struktury